# Музей за история на полските евреи „Полин”
Музеят за история на полските евреи „Полин“ (на полски: Muzeum Historii Żydów Polskich Polin) се намира в централната част на Варшава и представя многовековната история на евреите в Полша.
Музеят се помещава в сграда, построена през 2009 – 2013 г. по идея на финландски архитекти. Проектът печели международна награда през 2008 г. Комплексът отваря врати през април 2013 г., а постоянната експозиция е открита през октомври 2014 г.
Музеят за история на полските евреи възниква по инициатива на Еврейския исторически институт в Полша и е една от първите културни институции в страната, създадена въз основа на публично-частно партньорство. Възниква и работи благодарение на средствата, предоставени от правителството (Министерство на културата и националното наследство), община Варшава и неправителствени организации, които събират средства от дарители от Полша и чужбина.
Музеят изпълнява две функции: традиционно музейна и културно-образователна. За разлика от Яд Вашем в Йерусалим и United States Holocaust Memorial Museum във Вашингтон не съсредоточава своето послание само върху Втората световна война или Холокоста, а представя приноса на евреите за развитието на полската култура, наука и икономика.
Представя тяхната история от стъпването на първите еврейски търговци на полска земя около 960 година до най-новата история на еврейската общност по време на Третата полска република.
През септември 2014 г. музеят прибавя към своето название думата „Полин“ (Полша на иврит), с препратка към легендата за появата на първите евреи по полските земи.

## История

### Концепция и създаване на музея
Идеята за изграждане на голям музеен комплекс, посветен на историята на полските евреи, се ражда през 1993 г. в средите свързани с Еврейския исторически институт в Полша. С такава концепция кандидатства Гражина Павлак, директор на института. За тази цел през 1995 г. Варшава предоставя парцел в квартал Муранув.
Музеят възниква в резултат на договора, сключен на 25 януари 2005 г. между Министерството на културата, община Варшава и Еврейския исторически институт в Полша. Комплексът е вписан в регистъра на културните институции, управляван от Варшава. Временното му седалище се намира на ул. „Варецка“ 4/6.
В състава на Комитета за изграждане на музея, ръководен от Марчин Швенчицки, влизат Владислав Бартошевски, Хенрика Бохняж, Влоджимеж Чимошевич, Марек Еделман, Бронислав Геремек, Изабела Цивинска, арх. Станислав Гондецки, Ришард Краузе, Хенрик Мушински, Кшищоф Пешевич, Голда Тенцер, Цезари Стипулковски и Анджей Вайда. Президентът Александер Квашневски става патрон, а начело на Международния почетен комитет на музея застава Шимон Перес.

### Исторически контекст на мястото, избрано за построяване на музея
Сградата на новия музей се издига в центъра на някогашния еврейски квартал на Варшава, наричан Северен.
През 1784 – 1792 г. на мястото, на което сега се намира сградата на музея се е издигала монументалната сграда на Казармата на коронната артилерия, проектирана от Станислав Завадзки. Сградата е наричана Волински казарми, а по-късно в нея се помещава военният затвор.
Тази част на града от ноември 1940 г. чак до края на съществуването на Варшавското гето, се намира в границите на затворен квартал. В сградата на някогашната казарма се помещава също седалището на еврейската полиция и Бюрото за приемане на пощенски пратки за гетото. През август 1942 г., по време на голямата акция на извозване до Треблинка, от своето седалище на ул. „Гжибовска“ 26 в сградата се премества Варшавският еврейски съвет (Judenrat). След въстанието във Варшавското гето сградата попада на територията на новосъздадения концентрационен лагер KL Warschau. Сградата е разрушена през 1965 г. и на нейно място е създаден площад.
След войната обкръжението около Волинските казарми се превръща в основно място за възпоменание на Варшавското гето. През 1946 г. е издигнат първият, а през 1948 – вторият паметник на Героите от гетото. През 1988 г. в източната част на площада са поставени паметници, които са част от Маршрута за възпоменание на мъченичеството и борбата на евреите и е засадено Дърво на общата памет. През 1995 г. до дървото е издигнат паметник на Съвета за помощ на евреите „Жегота“.

### Конкурс за проект на сградата
Обявеният през февруари 2005 г. международен конкурс е посрещнат с огромен интерес: регистрират се 245 архитекти от 36 страни. От 119 изпратени заявления са поканени 11 екипа.
Новата сграда трябвало да бъде функционална, съвременна и да притежава разпознаваема специфична форма, за да може да се превърне в един от символите на съвременна Варшава. Комплексът трябвало да бъде мястото, което показва приноса на еврейската култура, но наред с това сградата да не доминира над Паметника на героите от гетото, който трябвало да остане като референтна точка за обкръжаващата го територия.
Решението е обявено на 30 юни 2005 г. Първа награда получава екипът Lahdelma & Mahlamäki, а три равнопоставени отличия получават Zvi Hecker, Kengo Kuma и Daniel Libeskind.

### Строеж
Полски партньор на Lahdelma & Mahlamäki става заводът Kuryłowicz & Associates. През септември 2006 г. на мястото предназначено за музей, срещу Паметника на героите от гетото, бива издигната художествена инсталация Палатка (наричана също Ohel, което означава палатка на иврит) като предвестник на възникващото ново градско пространство. Проектът е избран с конкурс сред 29 други инсталации и е създаден от варшавската група Centrala и изпълнява функцията на информационно бюро за предстоящото изграждане на музея, място за изложби и други културни мероприятия.
Договорът за стартиране на проекта е подписан на 26 юни 2007 г. от президента Лех Качински, министъра на културата Кажимеж Михал Уяздовски, кмета на Варшава Ханна Гронкевич-Валц, председателя на Асоциацията на еврейския исторически институт Мариан Турски, както и един от първите дарители – Виктор Маркович от САЩ (придружен от Зигмунт Ролат и Тад Таубе).
Главен изпълнител на строежа става дружеството Полимекс-Мостостал. Договорът с него е подписан на 17 юни, а официалното откриване на строежа е на 30 юни 2009 г.
Рзрешение да се използва ниво -2 на музея, където се намира постоянната експозиция, е получено на 13 декември 2013 г.

### Бюджет на проекта
Общата сума за построяването на сградата, обзавеждането и изготвянето на постоянната експозиция възлиза на около 320 млн. злоти.
Асоциацията на еврейския исторически институт, благодарение на подкрепата на повече от 500 дарители от цял свят, в продължение на 15 г. предоставя 140 млн. злоти, предимно за проектирането и изготвянето на постоянната експозиция. Други 20 млн. злоти Асоциацията отделя за дейността на музея. По 90 млн. злоти предоставят Столична община Варшава и Министерството на културата и националното наследство. За тази цел през юли 2005 г. Министерският съвет учредява програма за периода 2006 – 2009 г. под името „Построяване на Музей за история на полските евреи“, която през септември 2009 г. е удължена с още три години. От публичните средства се финансира и текущата дейност на музея.
Музеят е подпомогнат и от частни лица, предприятия и организации от цял свят. Две от най-големите дарения на стойност 20 млн. злоти и 7 млн. долара са предоставени съответно от Ян Кулчик и Тад Таубе (Taube Foundation for Jewisz Life and Culture и Koret Foundation). Дарението на Ян Кулчик е най-голямото еднократно дарение в полза на музея.

### Награди
През 2008 г. проектът на Lahdelma & Mahlamäki получава наградата Chicago Athenaeum International Architecture Award.
През 2013 г. сградата получава наградата Eurobuild Awards в категорията за най-добър архитектурен проект на годината (Полша).
През 2014 г. сградата на музея получава наградата на Дружеството на полските архитекти за 2013 г., както и наградата на Дружеството за най-добър архитектурен обект, построен с публични средства.
През същата година сградата получава и наградата на Дружеството на финландските архитекти. Намира се също сред петте финалисти на Архитектурната награда на седмичника „Политика“ за 2013 г. и побеждава в допитването сред интернет потребителите.
През 2016 г. музеят получава наградата Европейски музей на годината (European Museum of the Year, EMYA).

### Откриване
Сградата е отворена за посетители на 19 април 2013 г. Т.нар. малко откриване е свързано с честването на 70-а годишнина от избухването на въстанието във Варшавското гето.
Тържественото откриване на постоянната експозиция „1000 години история на полските евреи“ от президентите на Полша и Израел – Бронислав Коморовски и Реувен Ривлин, е на 28 октомври 2014 г.
Според прогнозата на Министерството на културата и националното наследство, броят на посетителите на музея трябвало да надвиши 250 хил. души годишно. През първата година експозицията е посетена от 350 хил. души, като 86% от тях са поляци.

## Сградата на музея
Сградата на музея е минималистична, вписва се много добре на фона на обкръжаващия го парк и си кореспондира с намиращия се от източната страна паметник на Героите от гетото.
Сградата е проектирана в квадратна форма, а фасадата е изцяло от стъкло. Покрита е от букви на латиница и иврит, които съставят думата Полин, което препраща към легендата за първите еврейски заселници по полските земи. Автор на проекта с буквите е Клементина Янкевич.
Сградата е прорязана от процеп, което е алюзия за извеждането на евреите от Моисей през Червено море към Обетованата земя. Тази символика дава широко поле за интерпретации.
Комплексът има четири надземни нива и две подземни. Височината му е 21 метра. Общата площ на сградата възлиза на 18,3 хил. кв. м.

### Интериор
В подземието на сградата се намира постоянната експозиция „1000 години история на полските евреи“, посветена на историята на полските евреи от Средновековието до наши дни. На партера и първия етаж се намират: аудитория с 480 места, зали за временни изложби, образователен център, информационен център, кът за деца, музеен магазин, музеен ресторант, който предлага ястия от еврейската кухня.

### Мезуза
На 14 април 2013 г. на входа за музея е закачена мезуза (парче от пергамент, съдържащо еврейски стихове и молитва), изработена от тухла, изкопана от основата на несъществуващата сграда на някогашната улица „Nalewki“ 10/12. Мезуза е проектирана от Анджей Буланда и сина му Мачей. На тухлата е изобразена еврейската буква „Шин“ от определението „Ел Шадай“ („Всемогъщ Бог“). Целта на мезузата е да напомни за генезиса на мястото и да подчертае приемствеността на еврейската култура и традиция във Варшава.
Откриването на мезузата е ръководено от главния равин на Полша Михаел Шудрих.

## Постоянна експозиция „1000 години история на полските евреи“
Постоянната експозиция заема две свързани помежду си нива. Върху проекта работи международен екип от 120 историци от Полша, Израел и САЩ, под ръководството на програмния директор на изложбата, професор Барбара Киршенблат-Гимблет от Нюйоркския университет. Създадена е интерактивна експозиция, състояща се от осем тематични галерии, представящи хронологично 1000-годишната история на полските евреи на фона на най-важните събития от полската история.
Постоянната изложба показва, че историята на полските евреи е съставна част от историята на Полша, а историята на еврейския народ не би била пълна без представянето на събитията, които се разиграват на полската земя. Изложбата не се съсредоточава само върху разказа за Холокоста, а по-скоро представя приноса на евреите в развитието на полската култура, наука и икономика.
Идеята на варшавския комплекс е да бъде „музей за живота“ – да покаже на посетителите как са живеели и какво са правили евреите в Полша.
Изложбата съдържа над 170 оригинални предмета и 200 реплики, модели и факсимилета, също така аудио записи, снимки, филми и компютърни анимации.

## Дейност
Музеят изпълнява две функции: традиционно музейна и функция на културно-образователен център. Той организира също така лекции, семинари, срещи с хора на изкуството и културата, срещи с хора, които помнят Холокоста, също концерти, театрални постановки и работилници за деца. Организира и събития в подкрепа на толерантността. 
|  | Тази страница частично или изцяло представлява превод на страницата Muzeum Historii Żydów Polskich Polin в Уикипедия на полски. Оригиналният текст, както и този превод, са защитени от Лиценза „Криейтив Комънс – Признание – Споделяне на споделеното“, а за съдържание, създадено преди юни 2009 година – от Лиценза за свободна документация на ГНУ. Прегледайте историята на редакциите на оригиналната страница, както и на преводната страница, за да видите списъка на съавторите. ВАЖНО: Този шаблон се отнася единствено до авторските права върху съдържанието на статията. Добавянето му не отменя изискването да се посочват конкретни източници на твърденията, които да бъдат благонадеждни. |